# HD 202582
HD 202582，又名BD+63 1708，SAO 19257、HR 8133，是一颗恒星，视星等为6.39，位于銀經101.97，銀緯10.81，其B1900.0坐标为赤經21h 11m 39.1s，赤緯+63° 10.81′ 31″。